# Federació Catalana de Futbol
Federació Catalana de Futbol (FCF), Katalanska fotbollsförbundet, organiserar fotbollen i Katalonien. Den grundades 11 november 1900, under namnet l'Associació de Clubs de Futbol de Barcelona. Vid grundandet var man den första samlande organisationen för fotboll i Spanien.

## Historik och ansvarsområden

### Tidiga år
Förbundet grundades år 1900, först som ett regional fotbollsförbund i Barcelona-regionen. 6 januari 1901 skapade man den sin första officiella turnering – La Copa Macaya..
1903 stadfästes de första statuterna för organisationen, som då benämndes l'Associació de Foot-ball (de Catalunya).
Den förste förbundsordföranden för FCF var Eduard Alesson. FC Barcelona, Català SC, Hispania AC och RCD Espanyol (då under namnet Sociedad Española de Football) ingick som medlemsföreningar redan från starten.
1916 bytte man namn till Federació Catalana de Futbol Associació (FCFA).

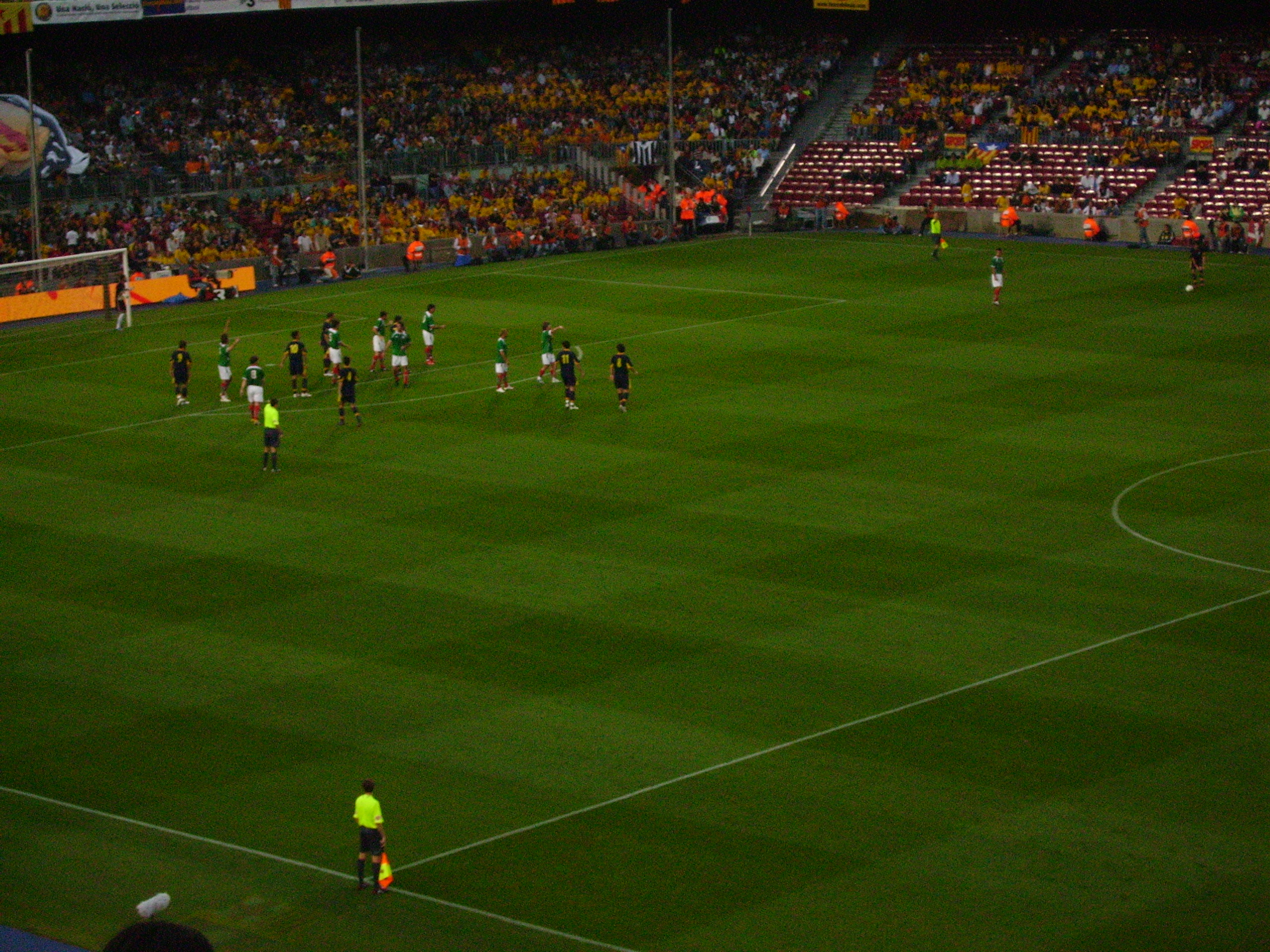
En match mellan de baskiska och katalanska "nationella" elvorna, på Camp Nou. Matchen spelades 2006.

Mellan åren 1903 och 1940 organiserade förbundet Campionat de Catalunya (Katalanska mästerskapet), vilket var den första fotbollsligan på spansk mark.

### Efter inbördeskriget
Efter spanska inbördeskrigets slut och Francoregimens undertryckande av katalanska särintressen upphörde mer eller mindre förbundets verksamhet. Först framemot 1950 började man återigen kunna återuppta något av sina forna sysslor.
24 november 1952 skedde en föryngring av förbundsstyrelsen. En av de nya ledamöterna var Juan Antonio Samaranch.
Sedan 2009 arrangerar förbundet Trofeu Catalunya Internacional, en årlig fotbollsturnering med ett urval inbjudna landslag. 2016 års turnering vanns av Tunisien, som i finalen besegrade Katalonien med efter straffläggning (4–2, efter 3–3 vid full tid).

## Ansvarsområden
Sedan 1904 har förbundet också lett organiserandet av Kataloniens herrlandslag i fotboll. Man organiserar också den katalanska fotbollen på ungdomsnivå för både pojkar och flickor. Dessutom organiserar man juniorlag (och i vissa fall även seniorlag) inom futsal och strandfotboll.
Än idag sköter FCF sin egen cupturnering, Copa Catalunya, samt den årliga matchen mellan Espanyol och FC Barcelona, Katalanska Supercupen. Det sköter också administrerandet av den spanska fjärdedivisionens grupp 5 (Tercera Divisió, Grup 5). Dessutom administrerar man de regionala/lokala fotbollsdivisionerna på femte- till niondedivisionsnivå. Dessa sistnämnda är:
- Primera Catalana (division 5)
- Preferent Territorial (division 6)
- Primera Territorial (division 7)
- Segona Territorial (division 8)
- Tercera Territorial (division 9)

## Förbundsordförande
| - 1900–1904: Eduard Alesson - 1904–1905: Josep de Togores - 1905–1906: Josep Soler - 1906–1906: Udo Steinberg - 1906–1908: Isidre Lloret - 1908–1909: Juli Marial - 1909–1909: Rafael Degollada - 1909–1910: Albert Serra - 1910–1911: Eugeni Beltri - 1911–1912: Normand J. Cinnamond - 1912–1913: Josep Maria Tarruella - 1913–1913: Josep Preckler - 1913–1913: Francesc de Moxó - 1913–1913: Narcís Masferrer - 1913–1914: Narcís Deop - 1914–1915: Josep Maria Tallada - 1915–1915: Ricard Cabot - 1915–1916: Joaquim Peris de Vargas - 1916–1918: Gaspar Rosés - 1918–1919: Josep Germà - 1919–1920: Josep Rosich - 1920–1921: Josep Julinès - 1921–1922: Josep Soto - 1922–1923: Josep Buchs - 1923–1926: Ricard Cabot - 1926–1929: Josep Rosich - 1929–1930: Josep Sunyol |  | - 1930–1931: Josep Plantada - 1931–1934: Francesc Costa - 1934–1936: Joan Baptista Roca - 1936–1937: Ramon Eroes - 1937–1939: Josep Guàrdia - 1939–1940: Francesc Jover - 1940–1945: Javier de Mendoza - 1945–1946: Agustí Pujol - 1946–1947: Francisco Sáinz - 1947–1947: Ramon Capdevila - 1947–1950: Agustí Pujol - 1950–1953: Agustí Arañó - 1953–1954: Francisco Giménez Salinas - 1954–1954: Agustí Pujol - 1954–1956: Agustí Pujol - 1956–1957: Narcís de Carreras - 1957–1957: Ramon Capdevila - 1957–1961: Francisco Roman - 1961–1964: Antoni J. de Capmany - 1964–1975: Pablo Porta - 1975–1989: Antoni Guasch - 1989–2001: Antoni Puyol - 2001–2005: Jaume Roura - 2005–2005: Josep Maria Vallbona - 2005–2009: Jordi Roche - 2009–2011: Jordi Casals - 2011–: Andreu Subies |  |  |

### Fotnoter
1. 1 2 3 4 5  "La Història". Arkiverad 2 mars 2013 hämtat från the Wayback Machine. FCF.cat. Läst 16 februari 2013. (katalanska)
2. ↑  "Homenaje". Arkiverad 12 juni 2013 hämtat från the Wayback Machine. Rfef.es. Läst 25 mars 2013. (spanska)
3. ↑  "Catalonia impress before going down to Tunisia after penalty shootout". sport-english.com, 2016-12-28. Läst 23 mars 2017. (engelska)
4. ↑  "Les Seleccions Masculines de Base es preparen". FCF.cat, 2013-02-07. Läst 16 februari 2013. (katalanska)
5. ↑  "Catalunya sentencia contra Canàries". FCF.cat, 2013-02-10. Läst 16 februari 2013. (katalanska)
6. ↑  "Catalunya assoleix l'objectiu de guanyar el primer partit". FCF.cat, 2013-02-16. Läst 16 februari 2013. (katalanska)
7. ↑  "Victòria catalana en el seu debut internacional". FCF.cat, 2012-08-16. Läst 16 februari 2013. (katalanska)
8. ↑  Bonde, Nicholas (2012-07-28): "Espanyol rasar mot Barca: Respektlöst!". Sportal.se. Läst 16 februari 2013.